# Honeymoon (álbum)
Honeymoon —en español: Luna de miel— es el tercer álbum de estudio de la cantante estadounidense Lana Del Rey.  Fue lanzado el 18 de septiembre de 2015 bajo el sello discográfico UMG Recordings y fue coproducido por Del Rey junto a Rick Nowels y Kieron Menzies.
La elaboración del proyecto comenzó en 2014, poco después del lanzamiento de Ultraviolence. Inicialmente, ella pretendía lanzar una reedición del último trabajo, pero lo editó como un nuevo disco, después de escribir gran parte del material en el comienzo del 2015.
Descrito como cinematográfico, Honeymoon, es un álbum de género Alternative, con influencias de jazz o trap, mientras que su instrumentación está compuesta por guitarras, sintetizadores, mellotrón, el saxofón y efectos electrónicos.
Líricamente, el álbum explora temas como relaciones de tortura, amargura, lujuria y escapismo, de acuerdo por la propia intérprete, reflexionó acerca de sus emociones y su humor en la época de escritura, siendo más surrealista y menos autobiográfico que sus lanzamientos previos.
Desde su lanzamiento Honeymoon recibió aclamos por la crítica musical, quienes elogiaron su contenido musical ecléctico y la interpretación lírica de la cantante y enfatizaron su naturaleza lírica, que la exhibe como más auténtica y natural, describiéndolo como el mejor álbum de su carrera.
Comercialmente, el álbum tuvo resultados positivos. En su primera semana a la venta alcanzó una colocación entre las primeras 5 posiciones de las listas musicales de países como Canadá, Nueva Zelanda o el Reino Unido, alcanzando la primera posición en Australia, Irlanda y Grecia. En los Estados Unidos, debutó, con 116,000 copias, en la segunda posición del Billboard 200, estableciendo su segunda mejor semana de ventas de Del Rey, en el territorio americano.
Fue lanzado el 10 de agosto a «High by the Beach» como el primer sencillo del álbum, este recibió la aclamación universal de los críticos. Comercialmente no tuvo mucho éxito. Posteriormente fueron lanzados como sencillos promocionales «Terrence Loves You» y «Honeymoon». «Music to Watch Boys To» fue lanzado como el segundo sencillo del álbum el 11 de septiembre de 2015.
En especial la canción "Honeymoon" es una canción muy bonita donde exhibe como la narradora y su pareja crean sus propias reglas en su relación dejando de lado los estereotipos de las personas, al final de la canción intenta darnos a conocer que vive el sueño de estar en su luna de miel con su amado.

## Antecedentes y desarrollo

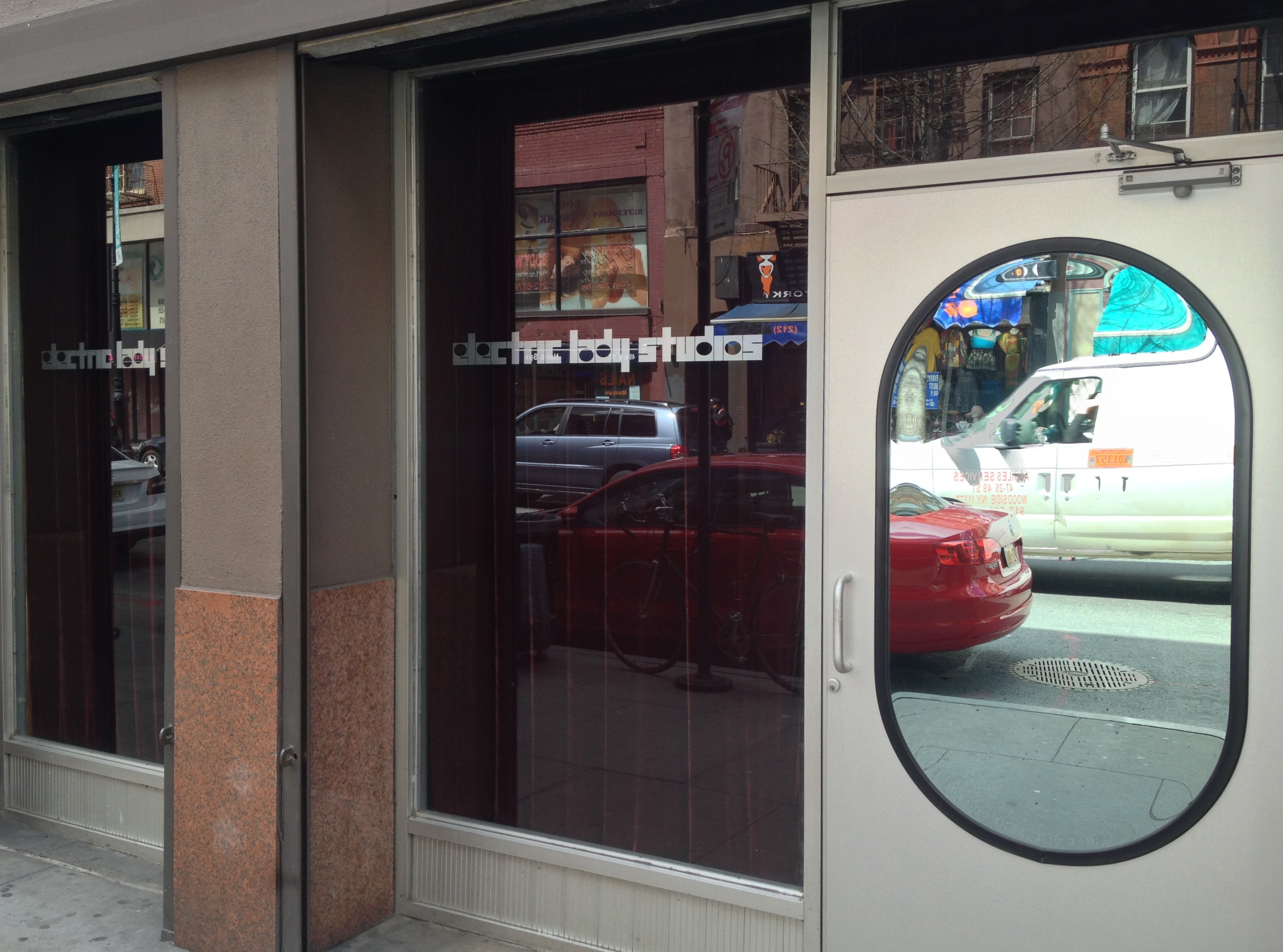
Entrada a Electric Lady Studios, donde parte del álbum fue grabado.

En marzo de 2014 Del Rey finalizó la grabación de su tercer álbum Ultraviolence, y por junio del mismo año ella había comenzado a trabajar en algo que le gustaba mucho. En una entrevista con Galore Magazine, ella reveló que estaba preparando un nuevo álbum.  En enero de 2015 Lana Del Rey, anunció vía Billboard que había comenzado a trabajar en su cuarto álbum anunciando que se llamaría Honeymoon y que se lanzaría ese mismo año.
Durante ese tiempo, Del Rey anunció que ya había escrito y producido nueve canciones que posiblemente aparecerían en el álbum y que incluiría un cover de «Don’t Let Me Be Misunderstood» de Nina Simone.
Durante la entrevista con Billboard, Del Rey dijo que el álbum sería muy diferente de su antecesor Ultraviolence (2014), pero similar a sus primeros trabajos Born To Die y Paradise (2012).
Durante las grabaciones del álbum, se reportó que Mark Ronson había estado colaborando con Del Rey en Honeymoon, sin embargo las sesiones de escritura no produjeron material para el álbum.
En diciembre de 2014 Del Rey declaró a la revista Grazia Magazine que quería introducir orquestaciones con coros monumentales y un toque de rencor al álbum, durante las grabaciones con Ronson, Del Rey expresó que el álbum sería explorar un sonido en la edad de oro del jazz.
Además de trabajar con Ronson, Del Rey trabajó con Dan Heath y Rick Nowels, con los dos, Del Rey comenzó a escribir pequeñas piezas para películas independientes indicando «Dan Heath y Rick Nowels son dos de mis mejores amigos y productores con los que puedo contar».
Heath eventualmente no apareció como acreditado en el álbum, sin embargo Rick Nowels fue el que coescribió y coprodujo cada canción con Lana.
En enero de 2015 Lana confirmó la canción «Music to Watch Boys To», que, inicialmente iba a ser el título del álbum, pero ella reveló que había escrito algo visual diciendo «el título (de la canción) se presta para una representación visual de las sombras de los hombres pasando por los ojos de la niña, su cara. Definitivamente veo esas cosas».
El mismo mes Del Rey afirmó que estaba buscando más canciones para vincular el proyecto.
«High by the Beach» fue grabada como una de las últimas canciones del álbum. Su desarrollo comenzó con el coro que fue inspirado cuando Lana Del Rey frecuentemente manejaba por la playa.

## Música y letras
Al anunciar el lanzamiento del disco, Del Rey explicó que el álbum sería muy diferente a Ultraviolence, pero parecido a Born To Die y Paradise. En diversas entrevistas, ella explicó que quería hacer un álbum influenciado por la era del jazz, con coros, orquestas y atmósferas que evoquen los años 50 con un toque soft grunge, para caracterizar al trabajo como «retro-futurístico». En una entrevista a la revista Interview comentó que inicialmente el álbum era puramente jazz, pero resolvió con sus productores encajar influencias de trap en algunas pistas.
En términos de composición musical, Honeymoon es considerado como una mezcla de todos los géneros explorados por Del Rey a lo largo de su carrera. Descrito como cinematográfico y melancólico, es un álbum del género Pop barroco,  que incorpora elementos del género trap, jazz, blues y dream pop.  Nótese que su producción minimalista presenta en el trabajo instrumentos musicales variados tales como sintetizadores discretos, líneas de guitarras que incluyen saxofones, tambores y baterías, en tanto que sus vocales sobrepuestos de la artista son caracterizados por suspiros y susurros que confieren cierta sensualidad.
Líricamente las pistas exploran temas comunes de la discografía de la artista como romances torturados, la amargura, la lujuria, reflexiones sobre la fama o el uso recreativo de drogas. Lana definió al trabajo como menos autobiográfico que sus álbumes previos pero sí más «surreal» al estilo «Lucy In The Sky With Diamonds». Trata también sobre el anti-voyerismo o el escapismo. Durante el proceso creativo del disco, Del Rey se influenció por escritores y músicos como Allen Geinsberg, Emily Dickinson, Miles Davis, The Moody Blues, Leonard Cohen, Bob Dylan y el surrealismo de las obras de Pablo Picasso y Federico Fellini.
Varias canciones tienen referencias a artistas que Del Rey escucho durante la elaboración del álbum. En «Music to Watch Boys To», Del Rey evoca al poema «Nothing Gold Can Stay» (1923) escrito por Robert Frost; en «Terrence Loves You», la cantante menciona a Major Tom, en referencia al personaje ficticio creado por el británico David Bowie que aparece en la canción «Space Oddity» (1969); en «God Knows I Tried», ella hace referencia al disco Hotel California (1976) del grupo The Eagles; en «Religion», a la canción «Lay Lady Lay» (1969) del cantante americano «Bob Dylan» y en «The Blackest Day», a la contemporánea Billie Holiday.
A la mitad del disco se encuentra un interludio en donde Del Rey recita un poema de T.S Eliot. Se pueden observar distintas referencias a California especialmente en las pistas como «Freak» o «Honeymoon» donde Del Rey invita a su amante a dirigirse a California y menciona a Wilshire y Pico Boulevard. El periodista Ian Romford, del sitio Richer Sounds, notó que influencias de atmósfera de los 60 de música como Scott Walker, de música trip hop del grupo Portishead, de Nina Simone y Bowie.

### Canciones
El disco inicia con la canción homónima, una balada de estilo pop barroco y soul, cuya instrumentación consiste en cuerdas melodramáticas y acordes de piano y su contenido lírico habla de una relación amorosa arruinada. La pista siguiente «Music to Watch Boys To» es una canción dream pop de andamiento moderado que presenta vocales fuertemente reverberados, con un trabajo de tambores, piano, congas y flautas en su instrumentación. Líricamente, muestra a una mujer de doble personalidad envuelta en un romance destructivo.
«Terrence Loves You» es una pista de jazz, que se inicia con líneas de guitarra eléctrica y presenta notas de piano y cuerdas, como un saxofón en la pista. En ella Del Rey lamenta el fin de una relación.
La cuarta pista «God Knows I Tried» es una canción de country blues con una base de guitarra eléctrica, que contiene efectos semejantes producidos por cigarras. En su letra Del Rey reflexiona los lados negativos de la fama.
«High by the Beach» es una mezcla entre synth-led y balada trap-hop. Relativamente optimista y estructuralmente tranquila, sirve como una combinación de todos los estilos musicales de Del Rey, sobre todo recordando sus influencias de hip-hop y trip-hop de Born To Die (2012). Es más up-tempo y pop-indebted que sus anteriores trabajos, y se basa en la producción aireada y relajada, y un suave arreglo orquestal. La canción cuenta con un lento y claro ritmo de trap, prominente, y sonidos soñadores del sintetizador, influencias de percusiones de hip-hop y tambores Roland TR-808 en contraste con la melancólica y misteriosa instrumentación del órgano, perteneciente a una lenta y aireada sensación adicional. Se resaltaron los tambores para poner énfasis en su hit hat. Líricamente Del Rey expresa apenas estar interesada en relajarse en la playa, luego de ponerle fin a una relación que iba mal. El sexto tema, «Freak», prosigue con las influencias de trap de su antecesora y fue comparada con las canciones de The Weeknd. Su instrumentación contiene acordes de bajo, con el saxofón, batería Roland TR-808 y efectos de sonidos de cigarras, en ella Del Rey celebra, con sus vocales susurrantes, a California describiéndola como una aberración, invitando a su compañero a ser como ella. «Art Deco» es una balada de música jazz, que presenta una melodía de trip hop, sintetizadores y saxofón,  siendo comparada con la canción «Pendulum», de FKA Twigs. En términos líricos, reflexiona acerca de un talento incomprendido, y según algunos críticos, se refiere a la cantante estadounidense Azealia Banks. Del Rey, más tarde negó estas especulaciones.
El octavo tema trata de un interludio llamado «Burnt Norton (Interlude)» donde Del Rey, recita un poema, Cuatro cuartetos escrito por T.S. Eliot. En él se reflexiona la idea del tiempo presente. «Religion», la pista siguiente, presenta acordes de violines, tambores y un ritmo tribal, y fue descrita como una reminiscencia de «Money Power Glory» de Ultraviolence. Notada por sus letras auto despreciativas, la canción habla de la devoción y obsesión de la cantante a su amante. La décima pista «Salvatore» es una canción de estilo jazz a la manera de Frank Sinatra de pop barroco que inicia con sonidos de flautas y presenta violines, tambores, instrumentos de cuerda al estilo valsa y versos cantados en italiano, que evocan a «una Italia de los años 40».
Líricamente, fue descrita como una secuela de «Summertime Sadness» (2012) de Born To Die, donde se reflexiona el amor y la tristeza que la artista siente de su amante. «The Blackest Day» es una balada post-rompimiento donde Del Rey expresa su sentimiento de luto. Iniciando con un arranque musical escaso, la canción presenta riffs de guitarra discretos, lentas melodías de trip hop y arranques de cuerdas oscuros. Décima segunda pista «24», es una canción de andamiento moderado e inspirada por la música flamenca, presenta maracas, castañuelas, trompetas españolas, guitarras e instrumentos orquestales. En ella se observa a una Del Rey vengativa con su amante que siempre le contaba mentiras. «Swan Song» presenta ritmos lentos minimalistas y una letra donde Del Rey hace explícito su escapismo como manera de huir de sus responsabilidades para volver a cantar nuevamente. El título y la letra de la canción hacen alusión a la legendaria narrativa «Canción de Cisne». El álbum concluye con «Don’t Let Me Be Misunterstood», canción originalmente interpretada pon Nina Simone en 1964, cuya letra habla de una mujer con buenas intenciones, pero que siempre es mal entendida. Su regrabación posee una melodía melodramática de Hollywood de los años 60, riffs de órgano y vocales reverberados.

## Recepción de la crítica
Honeymoon recibió críticas positivas desde su lanzamiento. El sitio web Metacritic le otorgó una puntuación de 78 sobre 100, basado en 31 críticas.
El escritor de Allmusic, Stephen Thomas Erlewine, le atribuyó al álbum 3 estrellas y media de 5 describiendo al álbum «confortablemente melancólico» elogiando el abandono de la sobrecarga existencial de sus primeros álbumes y por sus «melodías escazas y arranques austeros» que aproximan al álbum a algo «triunfante».
Harriet Gibsone, del periódico británico The Guardian le otorgó al álbum 4 estrellas de 5 opinando que el álbum es «naturalmente autoindulgente» y «más sofisticado y refinado álbum de Del Rey hasta ahora».
Neil McCormick de The Daily Telegraph, aclamó en la obra tildándola como «deslumbrante» dándole al disco una calificación de 4 estrellas de 5.
La escritora Brittany Spanos de la revista Rolling Stone describió a Honeymoon como «enigmático» y «un regreso a lo que Del Rey sabe hacer mejor», enfatizando «los arranques de cuerda cinematográficos y malhumorados». Para concluir expresó: «Sean cual fueran sus intenciones, estas originan a canciones genuinamente arrebatadoras como siempre».
Jessica Hopper de Pitchfork Media, lo describió como oscuro y observó que el disco oscila entre la fantasía y la realidad melancólicamente de una pista a otra. La editora reconoció que Del Rey se aproxima a su verdadera identidad como artista, relatando: en sus lanzamientos previos era difícil encontrar un contexto pop para la voz de la artista ya que ambos estaban debilitados y que, sin embargo, Honeymoon fue concedido para corregir esto.

## Listas de fin de año
| Publicación           | Lista                                   | Posición |
| --------------------- | --------------------------------------- | -------- |
| Billboard             | 25 Best Albums of 2015                  | 21       |
| NME                   | NME's Albums of the Year 2015           | 7        |
| Rolling Stone         | 50 Best Albums of 2015                  | 12       |
| Rolling Stone         | 20 Best Pop Albums of 2015              | 2        |
| Rolling Stone         | Rob Sheffield's Top 20 Albums of 2015   | 14       |
| Spin                  | The 50 Best Albums of 2015              | 18       |
| The Telegraph         | The Best Pop and Rock Albums of 2015    | -        |
| San Jose Mercury News | Top 10 Albums of 2015                   | 4        |
| The Inquisitr         | 3 Best Albums of 2015                   | -        |
| The New York Times    | Top 10 Albums of 2015 by Jon Caramanica | 9        |
| Newsweek              | Top 20 Albums of 2015                   | 12       |

## Recepción comercial
Por la falta de promoción, algo que Ultraviolence ya había experimentado, Honeymoon registró un nivel de ventas muy bajo a sus anteriores trabajos. En Estados Unidos, Honeymoon debutó en la segunda posición del Billboard 200 con 116,000 copias en su primera semana de venta. 90,5% de las ventas fueron en formato físico mientras que el 9,5% restante fue en los servicios streaming y venta de sencillos. De todas formas se convirtió en la segunda mejor semana de ventas; después de Ultraviolence que vendió y debutó en el puesto número 1 del Billboard 200 con 182,000 copias en 2014. El álbum colaborativo entre Drake y Future, What Time To Be Alive con 375,000 copias impidió que el álbum debutara en la primera posición. Aunque esa cantidad fue necesaria para dominar la lista de álbumes alternativos. En Canadá, Honeymoon vendió 15,000 copias en su primera semana a la venta debutando en el puesto 3 de la lista Canadian Album Chart.
En el continente europeo las ventas de Honeymoon también se vieron afectadas por la falta de promoción. Un caso es en el Reino Unido en el cual se convirtió en el primer álbum de Del Rey en no debutar en el primer puesto del UK Albums Chart. Con 28,391 copias exportadas en sus primeros 7 días de distribución, alcanzó la posición 2 debajo de Rattle That Lock del cantante británico David Gilmour, que vendió veinte mil unidades más. En Francia, donde había establecido récords de ventas con Born To Die en febrero de 2012, Honeymoon alcanzó la tercera posición de la lista Syndicat National de l'Édition Phonographique, con 11 mil copias vendidas. Hasta diciembre de 2017, Honeymoon ha vendido 1,110,000 alrededor del mundo, 750,000 en formato físico, y 360,000 en reproducciones de streaming.

## Personal
- Lana Del Rey  – vocals (todas las canciones); mellotron (canción 6)
- Rick Nowels  – guitarra acústica (canciones 1, 10); guitarra eléctrica (canciones 2, 4, 6, 9, 10, 14); bajo (canciones 1, 6, 7, 9, 10, 12, 13, 14); sintetizadores (todas las canciones, excepto 8 y 14); mellotron (canciones 1, 4, 7, 9, 12, 14), piano (canciones 1, 2, 3, 10, 12); órgano (canciones 1, 4, 5, 11, 13, 14); chamberlin (canciones 10, 13); piano eléctrico (canciones 4 y 12); teclados (canción 5); percusión (canción 10); celesta (canción 14)
- Kieron Menzies  – sintetizadores (canciones 5, 7, 11); programación batería (canciones 1, 2, 4, 5, 6, 7, 9, 11, 13); bajo (canciones 4, 5, 6, 11); percusión (canciones 2, 6, 7, 10); sampler (canciones 2, 4, 5, 11); efectos (canciones 1, 3, 5); loops (canciones 9, 13); ingeniería
- Patrick Warren  – cadenas, viento, teclados, programación
- Curt Bisquera  – tambores energizados
- Brian Griffin  – batería
- Leon Michels  – viento, teclados
- Derek «DJA» Allen  – percusión
- Rusty Anderson  – guitarra eléctrica, efectos de guitarra
- David Levita  – cadenas
- Blondie Boy  – batería adicional
- Roger Joseph Manning Jr.  – bajo, Omnichord
- Chris García  – ingeniería
- Trevor Yasuda  – programación adicional, ingeniería
- Phil Joly  – asistente de ingeniero
- Iris Sofia  – asistente de ingeniero
- Emerson Day Rhodes  – asistente de ingeniero
- Josh Tyrrell  – asistente de ingeniero

## Lista de canciones
Todas las canciones producidas por Lana Del Rey, Rick Nowels y Kieron Menzies.

| N.º | Título                          | Escritor(es)                               | Duración |  |
| 1.  | «Honeymoon»                     | Lana Del Rey Rick Nowels                   | 5:50     |  |
| 2.  | «Music to Watch Boys To»        | Del Rey Nowels                             | 4:50     |  |
| 3.  | «Terrence Loves You»            | Del Rey Nowels                             | 4:50     |  |
| 4.  | «God Knows I Tried»             | Del Rey Nowels                             | 4:40     |  |
| 5.  | «High by the Beach»             | Del Rey Nowels Kieron Menzies              | 4:17     |  |
| 6.  | «Freak»                         | Del Rey Nowels                             | 4:55     |  |
| 7.  | «Art Deco»                      | Del Rey Nowels                             | 4:55     |  |
| 8.  | «Burnt Norton» (Interlude)      | T.S. Eliot                                 | 1:21     |  |
| 9.  | «Religion»                      | Del Rey Nowels                             | 5:23     |  |
| 10. | «Salvatore»                     | Del Rey Nowels                             | 4:41     |  |
| 11. | «The Blackest Day»              | Del Rey Nowels                             | 6:05     |  |
| 12. | «24»                            | Del Rey Nowels                             | 4:55     |  |
| 13. | «Swan Song»                     | Del Rey Nowels                             | 5:23     |  |
| 14. | «Don't Let Me Be Misunderstood» | Bennie Benjamin Gloria Caldwell Sol Marcus | 3:01     |  |

## Posicionamiento en listas

### Semanales
| América           |                                             |     |         |
| Argentina         | CAPIF                                       | 6   | [ 83 ]  |
| Brasil            | ABPD                                        | 2   | [ 84 ]  |
| Canadá            | Canadian Albums                             | 1   | [ 85 ]  |
| Estados Unidos    | Billboard 200                               | 2   | [ 85 ]  |
| México            | AMPROFON                                    | 2   | [ 86 ]  |
| Asia              |                                             |     |         |
| Corea del Sur     | Gaon                                        | 5   | [ 87 ]  |
| Japón             | Oricon                                      | 100 | [ 88 ]  |
| Europa            |                                             |     |         |
| Alemania          | German Albums Chart                         | 4   | [ 89 ]  |
| Austria           | Austrian Albums Chart                       | 4   | [ 90 ]  |
| Bélgica (Flandes) | Ultratop 50 Albums                          | 2   | [ 91 ]  |
| Bélgica (Valonia) | Ultrapop 50 Albums                          | 2   | [ 92 ]  |
| Croacia           | Croatian Top 40 Albums Chart                | 11  | [ 93 ]  |
| Dinamarca         | Danish Albums Chart                         | 7   | [ 94 ]  |
| Escocia           | Scottish Albums Chart                       | 2   | [ 95 ]  |
| España            | Spanish Albums Chart                        | 4   | [ 96 ]  |
| Finlandia         | Finnish Albums Chart                        | 12  | [ 92 ]  |
| Francia           | French Albums Chart                         | 3   | [ 97 ]  |
| Grecia            | Greek Albums Chart                          | 1   | [ 98 ]  |
| Hungría           | Top 40 album- lista                         | 14  | [ 99 ]  |
| Irlanda           | Irish Albums Chart                          | 1   | [ 100 ] |
| Italia            | Italian Albums Chart                        | 2   | [ 92 ]  |
| Noruega           | Norwegian Albums Chart                      | 6   | [ 101 ] |
| Países Bajos      | Dutch Albums Top 100                        | 5   | [ 92 ]  |
| Polonia           | Polish Society of the Phonographic Industry | 3   | [ 102 ] |
| Portugal          | Portuguese Albums Chart                     | 2   | [ 94 ]  |
| Reino Unido       | UK Albums Chart                             | 2   | [ 103 ] |
| República Checa   | Čzech Albums Chart                          | 6   | [ 104 ] |
| Suecia            | Swedish Albums Chart                        | 3   | [ 105 ] |
| Suiza             | Swiss Albums Chart                          | 3   | [ 94 ]  |
| Oceanía           |                                             |     |         |
| Australia         | Australian Albums Chart                     | 1   | [ 92 ]  |
| Nueva Zelanda     | New Zealand Albums Chart                    | 2   | [ 105 ] |

## Certificaciones
| País        | Organismo certificador | Certificación       | Ventas certificadas | Ref.    |
| ----------- | ---------------------- | ------------------- | ------------------- | ------- |
| Brasil      | ABPD                   | Oro                 | 20 000              | [ 106 ] |
| Francia     | SNEP                   | Oro                 | 50 000              | [ 107 ] |
| Polonia     | ZPAV                   | Oro                 | 10 000              |         |
| Reino Unido | BPI                    | Plata               | 60 000              |         |
| Mundo       | IFPI                   | (Diciembre de 2017) | 1 110 000           |         |

## Historial de lanzamiento
| País           | Fecha                    | Formato | Discográfica   | Ref.    |
| -------------- | ------------------------ | ------- | -------------- | ------- |
| Australia      | 18 de septiembre de 2015 | CD LP   | Universal      | [ 108 ] |
| Canadá         | 18 de septiembre de 2015 | CD      | Universal      | [ 109 ] |
| Francia        | 18 de septiembre de 2015 | CD LP   | Polydor        |         |
| Alemania       | 18 de septiembre de 2015 | CD LP   | Vertigo Berlin | [ 110 ] |
| Italia         | 18 de septiembre de 2015 | CD LP   | Universal      | [ 111 ] |
| Polonia        | 18 de septiembre de 2015 | CD      | Universal      | [ 112 ] |
| Reino Unido    | 18 de septiembre de 2015 | CD LP   | Polydor        | [ 113 ] |
| Estados Unidos | 18 de septiembre de 2015 | CD LP   | Interscope     |         |
| Reino Unido    | 23 de septiembre de 2015 | LP      | Polydor        | [ 114 ] |
| Canadá         | 25 de septiembre de 2015 | LP      | Universal      | [ 115 ] |
| Japón          | 25 de septiembre de 2015 | CD      | Universal      | [ 116 ] |
| Alemania       | 25 de septiembre de 2015 | LP      | Vertigo Berlin | [ 117 ] |
| Polonia        | 25 de septiembre de 2015 | LP      | Universal      | [ 118 ] |
| Polonia        | 29 de septiembre de 2015 | LP      | Universal      | [ 119 ] |
| Francia        | 30 de septiembre de 2015 | LP      | Polydor        |         |
| Italia         | 2 de octubre de 2015     | LP      | Universal      | [ 120 ] |
| Estados Unidos | 20 de noviembre de 2015  | Box set | Interscope     |         |
| Francia        | 4 de diciembre de 2015   | Box set | Polydor        | [ 121 ] |
| Alemania       | 11 de diciembre de 2015  | Box set | Universal      | [ 122 ] |
| Polonia        | 11 de diciembre de 2015  | Box set | Universal      | [ 123 ] |